# Katharina Rohrer
Katharina Rohrer (auch Kat Rohrer; * 1980 in Wien) ist eine österreichische Filmregisseurin.

## Leben und Werk
Rohrer verbrachte ihre Kindheit und Jugend in Wien. Sie ist Absolventin der School of Visual Arts in New York. Ihr Diplom-Film The Search wurde beim La Femme Filmfestival in Los Angeles als bester Kurzfilm ausgezeichnet. 2002 gründete sie mit Tom Greenman die Filmproduktionsfirma GreenKat Productions. 2009 wurde ihr Kurzfilm Fatal Promises, der den Menschenhandel thematisiert, beim Europäischen Forum Alpbach gezeigt.
Der 2017 fertiggestellte Dokumentarfilm Back to the Fatherland wurde auf internationalen Filmfestivals gezeigt und fand große mediale Beachtung. Der Film war für den Österreichischen Filmpreis 2019 angemeldet.
Katharina Rohrer ist die Tochter der Journalistin Anneliese Rohrer. Sie lebt in Wien und New York.

## Filme (Auswahl)

### Dokumentarfilme
- 2003 Dancing at the Workman’s Circle
- 2006 Larry Flynt – the right to be left alone
- 2007 Dreams of Freedom
- 2008 Through our children’s eyes
- 2009 Fatal Promises (Kurzfilm über Menschenhandel)[1]
- 2017 Back to the Fatherland (Regie gemeinsam mit Gil Levanon)

### Kurzfilme
- 2003 Red Book
- 2003 Redundancy
- 2004 The Search
- 2005 Beach Lane Project (Koproduzentin)
- 2005 Rachmaninov (Produzentin)
- 2006 The 80s – I’ve played my part
- 2006 Absolute Calm (Produzentin)

### Spielfilme
- 2024: What a Feeling (Buch und Regie)

## Auszeichnungen (Auswahl)
- 2005 Preis für den besten Kurzfilm beim La Femme Filmfestival, Los Angeles (für The Search)[11][12]